# الناحية المركزية لمقاطعة الأهواز
الناحية المركزية لمقاطعة الأهواز (بالفارسية: بخش مرکزی شهرستان اهواز) هي الناحية المركزية في إقليم الأهواز، محافظة خوزستان، إيران. في تعداد عام 2006م، كان عدد سكانها 1,187,340 نسمة في 251,482 عائلة. فيها مدينة واحدة هي مدينة الأهواز. وفيها المناطق الريفية: قسم عنافجة الريفي، قسم الهايي الريفي، قسم إسماعيلية الريفي، قسم غيزانية الريفي، قسم مشرحات الريفي.